# Sylvia Rafael
Cet article possède un paronyme, voir Raphaël (homonymie).
Sylvia Rafael Schjødt (née le 1er avril 1937 au Cap en Afrique du Sud - morte le 9 février 2005 à Pretoria, en Afrique du Sud) est une espionne israélienne d'origine sud-africaine.

## Biographie
Née dans une fratrie de cinq enfants, d'un père juif d'origine ukrainienne et d'une mère issue d’une famille de Boers chrétiens, elle est élevée d'une manière bourgeoise. Durant son adolescence, elle se rapproche du sionisme et, jeune femme, émigre en Israël où elle devient professeur d'anglais à Tel Aviv. 
Après avoir rejoint le Mossad où elle deviendra son agent féminin le plus réputée, elle part pour Paris où elle devient photojournaliste sous le nom de « Patricia Roxburgh ». De 1968 à 1970, elle vit avec Jon Swain, journaliste britannique au Sunday Times. 
Elle participe à l'Opération Colère de Dieu, la traque des auteurs présumés de la prise d'otages des Jeux olympiques de Munich qui provoque la mort de onze athlètes israéliens. Elle contribue ainsi à l'assassinat à Lillehammer en Norvège d'Ahmed Bouchiki, un serveur norvégien d'origine marocaine que le commando a confondu avec Ali Hassan Salameh, l'instigateur du massacre à Munich. 
Sylvia Rafael est arrêtée par la police norvégienne et condamnée à la prison dans le cadre de cette affaire. Grâce aux efforts de son avocat, Annæus Schjødt, Jr. (en) (1920-2014), un ténor du barreau d'Oslo qu'elle finira par épouser, elle bénéficie d'une libération anticipée en 1975, après près de deux ans d'incarcération,,. 
Elle décède d'une leucémie en 2005. Selon ses dernières volontés, elle est inhumée en Israël, dans la partie militaire du cimetière du kibboutz de Ramat HaKovesh (en).